# チャンドラレーカー
チャンドラレーカー・プラーブダース・パテール（1928年12月6日 - 2006年12月30日）は、インドの舞踊家・振付家。一般には短くチャンドラレーカーと呼ばれる。インド初の副首相であるヴァッラブバーイー・パテールの姪で、 バラタナティヤムを、ヨーガや、カラリパヤットなどの格闘技と融合させたパフォーマンスを主導した。
2004年には、音楽・舞踊・演劇を教えるインドの国立学校サンギート・ナタック・アカデミーから、最高の栄誉であるサンギート・ナタック・アカデミー・フェローシップを受けている。

## 生い立ちと学び
マハーラーシュトラ州のヴァダで、不可知論者で医師の父と、敬虔なヒンドゥー教徒の母の間に生まれる。子供時代は故郷のグジャラート州とマハーラーシュトラ州で過ごした。

## 活動
高校卒業後、チャンドラレーカーは法律を学んでいたが、舞踊へと転向。まず南インドの寺院の踊り子の舞踊であるバラタナティヤムをエラッパ・ピライのもとで学んだ。舞踊を習得する上ではバラサラスワティとルクミニー・デーヴィー・アルンデールの影響も受けたが、チャンドラレーカーの振付にはピライの影響の方が濃く見られる。初期はバラタナーティヤムの訓練を受けたものの、やがて他の舞踊や、 カラリパヤットなどの格闘技、上演芸術の要素を取り入れて融合させたポストモダンな舞踊へと向かっていった。

## 受賞・表彰
- 1991： サンギート・ナタック・アカデミー賞：創作舞踊部門
- 2003-2004： カーリダース・サマン賞：古典舞踊部門[4]
- 2004： サンギート・ナタック・アカデミー・フェローシップ[5]

## 参照資料
1. 1 2  “Chandralekha: Controversial Indian dancer whose ideas challenged convention”. London: The Guardian. (2007年2月9日) 2009年11月30日閲覧。
2. ↑  Dunning, Jennifer (2007年1月7日). “Chandralekha, 79, Dancer Who Blended Indian Forms, Dies”. The New York Times 2009年11月30日閲覧。
3. ↑  Barnes, Clive (1998年11月21日). “HANDSOME 'RAGA'-BAG OF THESES”. New York Post 2009年11月30日閲覧。
4. ↑  “'Kalidas Samman' for Chandralekha”. The Hindu. (2003年10月19日).  オリジナルの2008年2月4日時点におけるアーカイブ。
5. ↑  “Sangeet Natak Akademi Ratna Sadasya (Fellowship)”.  Sangeet Natak Akademi. 2011年7月27日時点のオリジナルよりアーカイブ。2009年12月1日閲覧。